# Kälvesta
Kälvesta är en stadsdel och ett radhus- och villaområde i nordvästra delen av Hässelby-Vällingby stadsdelsområde i Västerort inom Stockholms kommun. Stadsdelen gränsar till Vinsta i sydväst, Hässelby Villastad i väster, Solhem i sydost, Lunda i nordost samt Skälby i Järfälla kommun i norr.

## Historik

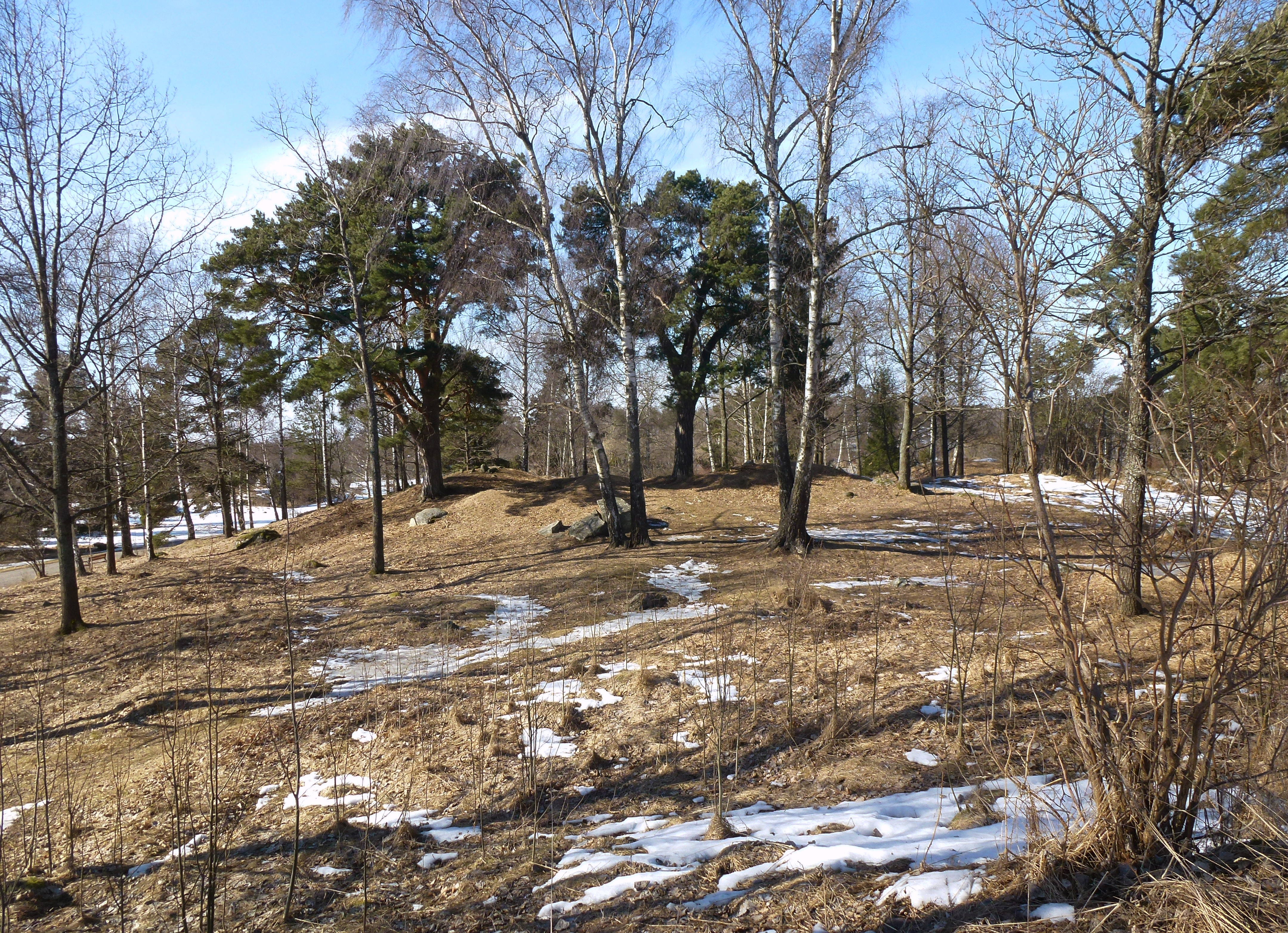
Kälvesta gravfält

Kälvesta gravhögar (RAÄ-nummer Spånga 44:1) är Stockholms kommuns största gravfält bestående av ca 145 fornlämningar. Dessa utgörs av 11 högar, ca 120 runda stensättningar, minst en kvadratisk stensättning, åtta rektangulära stensättningar, två treuddar och tre skeppsformiga stensättningar.
Kälvesta gamla by i Spånga socken har anor från medeltiden och delades under 1700-talet upp på flera olika gårdar. På 1930- och 1940-talet avstyckades marken till handelsträdgårdar, småbruk och villor. Några av dessa villor finns fortfarande kvar. Stockholms stad inkorporerade 1949 större delen av Spånga med Stockholm, då följde även Kälvesta med. Kälvesta fick officiellt sitt namn efter byn och, med tiden, gården Kälvesta 1953. Ändelsen -sta betyder plats och början av ordet är ursprungligen ett manligt namn.
Stadsdelen bildades 1953 i området som köpts in av Stockholms stad 1949 från Spånga.

## Stadsplanering och miljonprogramsbyggen
Kälvesta omfattas inte av någon generalplan utan området har planlagts successivt mellan åren 1963 och 1974. Projekteringen skedde i samråd med arkitektkontoret Höjer & Ljungqvist, som planerade för radhus och kedjehus.
Kälvesta kan kallas ett “horisontellt” miljonprogramsområde med cirka 2000 enfamiljsbostäder. De första husen började byggas 1966 och byggenskapen pågick till mitten av 1970-talet. Längs med Sörgårdsvägen bor cirka 4 500 människor i radhus, kedjehus, atriumhus och fristående villor. Flertalet bor i radhus om 4 rum och kök. Kälvesta räknas som en av de sista stora och enhetliga småhusstadsdelarna sedan 1930-talet.[källa behövs] Stadsdelen omges i öster av Bergslagsvägen och Solhem.
Kälvesta har två mataffärer, en Hemköp och en Coop Konsum där man även kan hämta ut paket. Flera större mataffärer, Stora Coop och Willys, finns även i närområdet. Två busslinjer finns som passerar förbi området, linje 116 och linje 119. Linje 119 går mellan Spånga och Backlura och linje 116 går mellan Spånga och Vällingby. I närområdet, vid Vinsta handelsplats byggs en by knutpunkt för kollektivtrafiken för buss och tunnelbana. Det möjliggörs tack vare förbifart Stockholm. I området finns tre grundskolor: Sörgårdsskolan och Björnbodaskolan som båda är låg- och mellanstadieskolor samt Vinstaskolan som ligger i Vinsta men som barnen i området officiellt tillhör. Vinstaskolan är för barn i lågstadiet, mellanstadiet och högstadiet.

## Flygolycka
I januari 1977 havererade ett av Linjeflygs flygplan i Kälvesta, med bland andra den före detta bordtennisvärldsmästaren Hans Alsér ombord. Planet havererade på en parkeringsplats på Ängsullsvägen. Alla 22 ombord på planet dog, men ingen på marken kom till skada.

Bilder från småhusområdena vid Björnidegränd
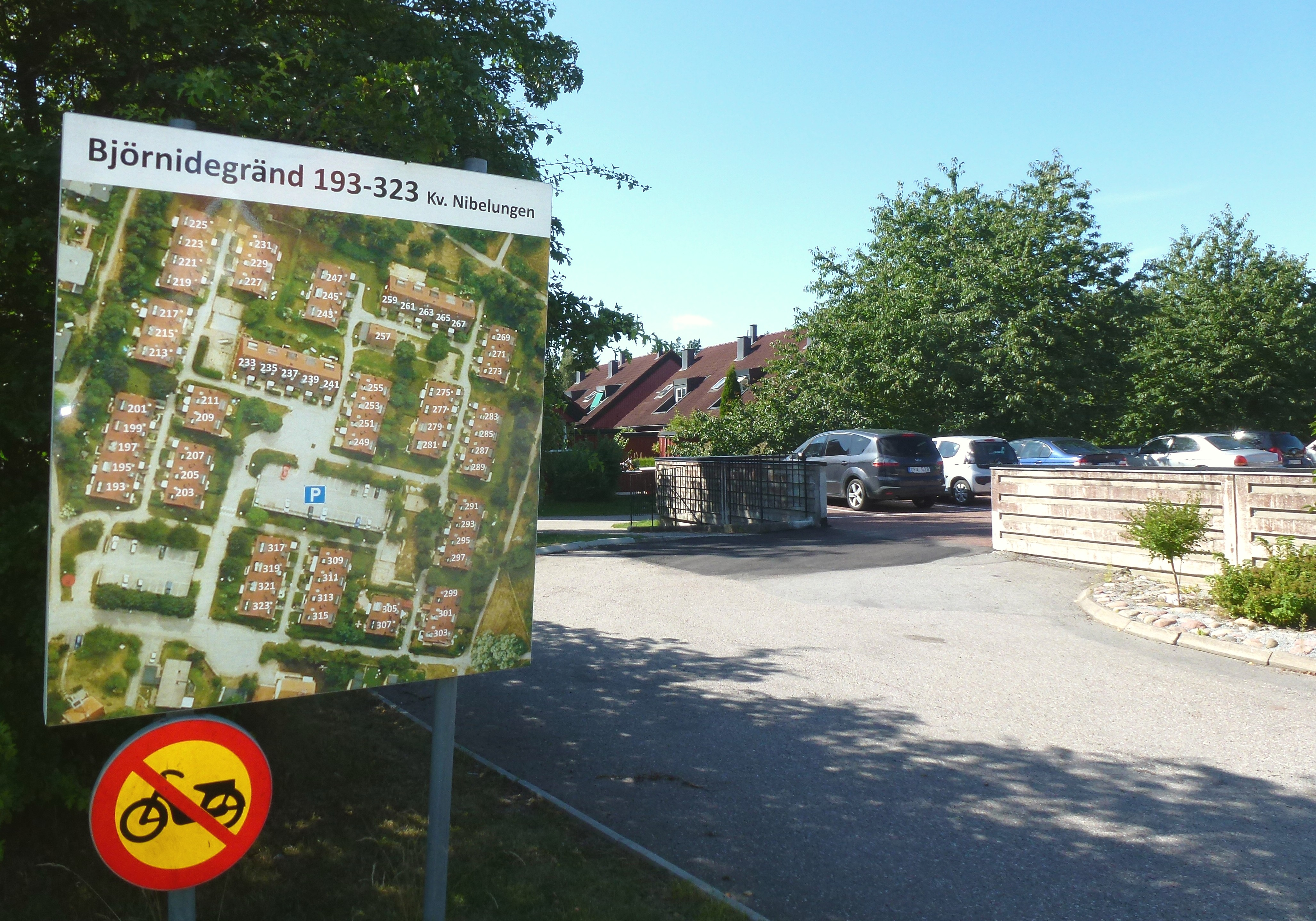
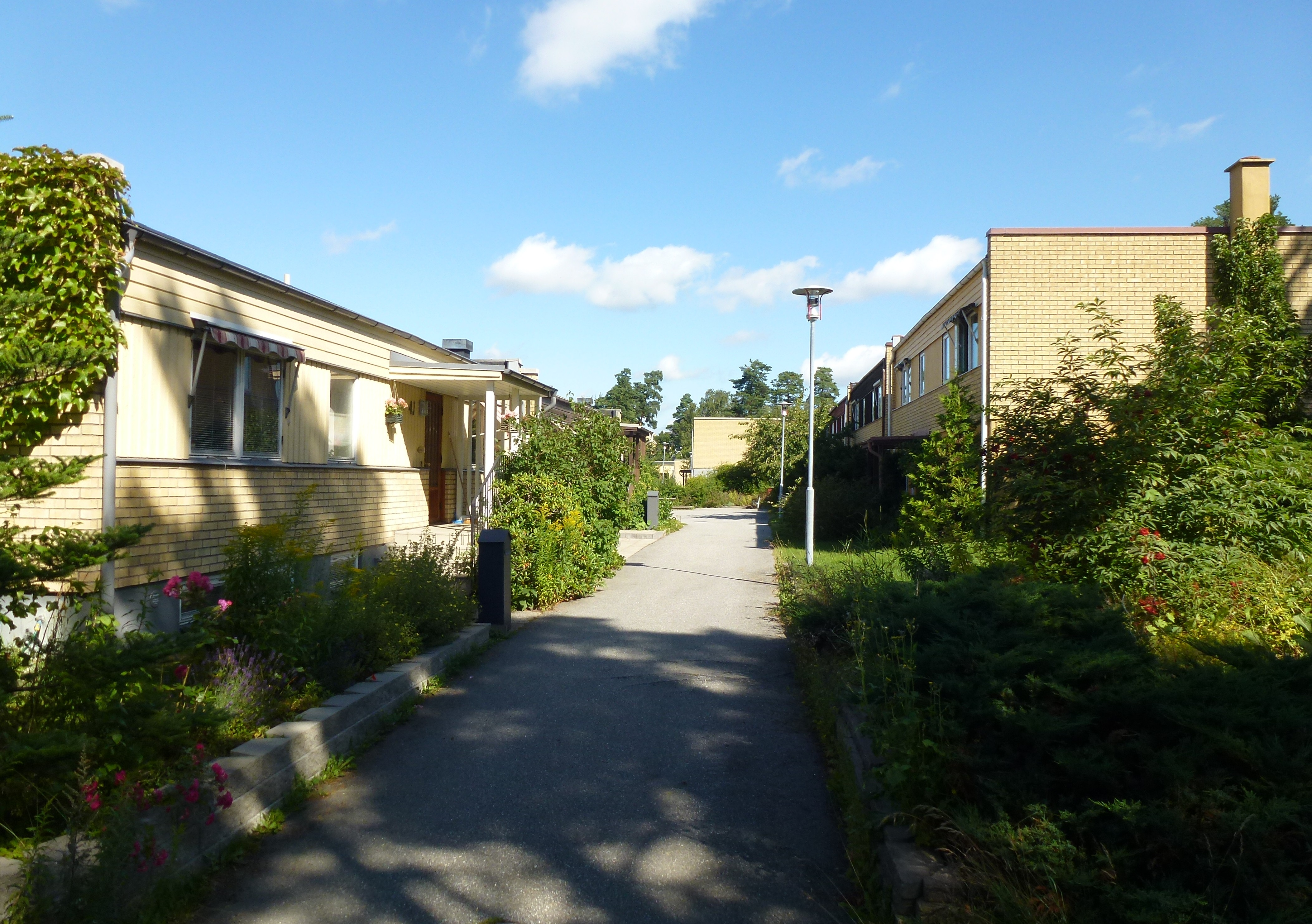
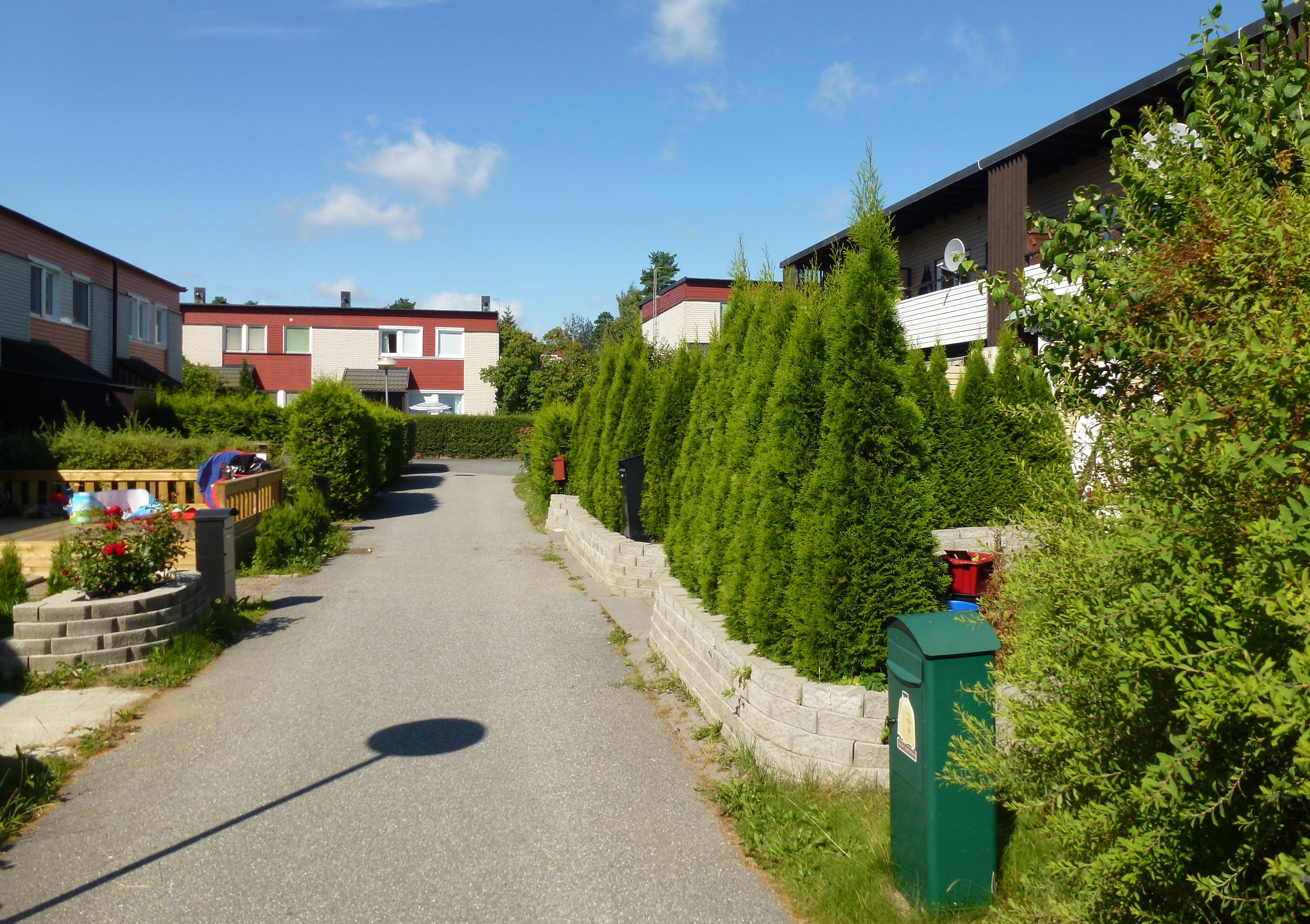
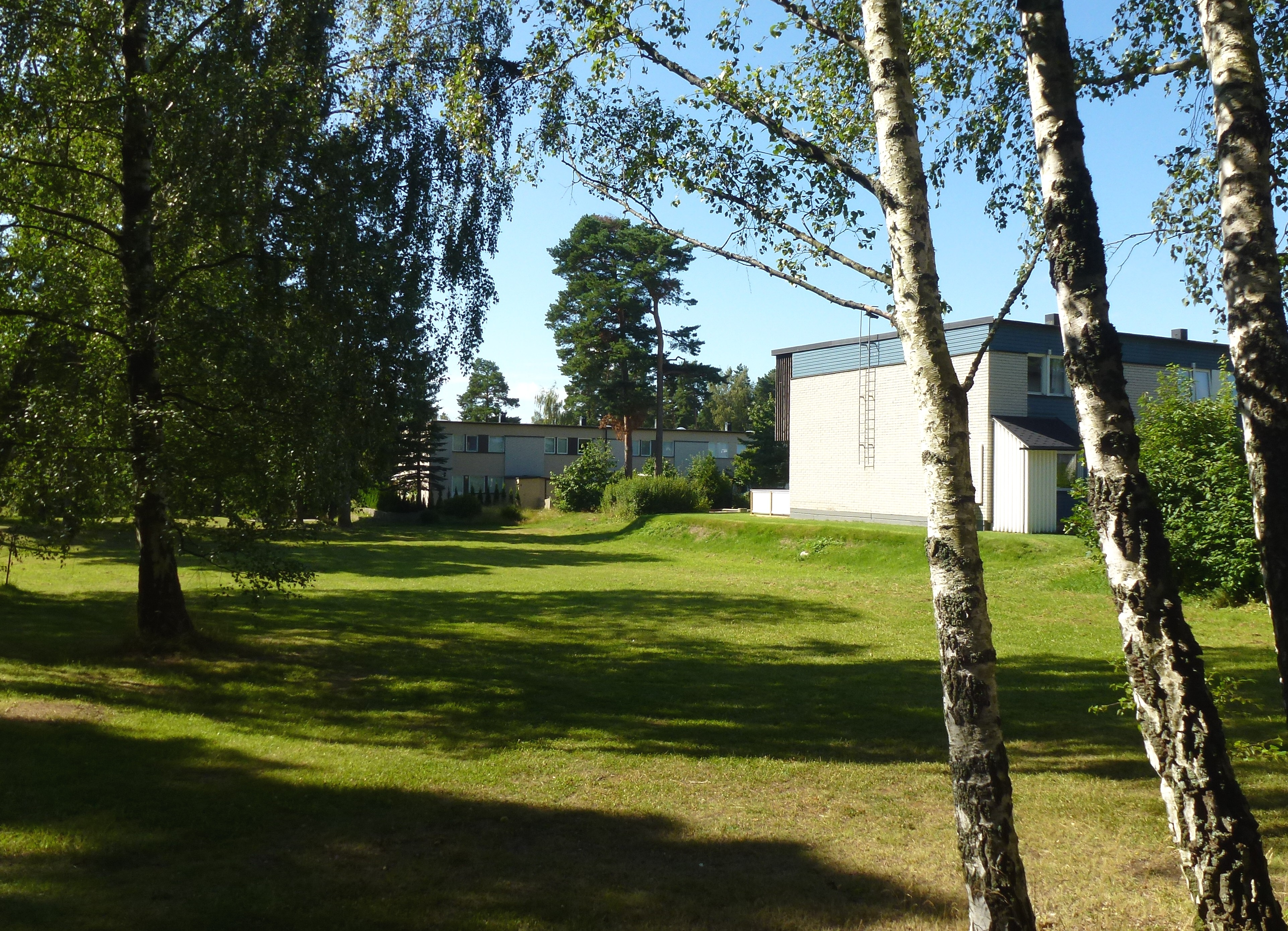

## Demografi
År 2017 hade stadsdelen cirka 4 600 invånare, varav cirka 29,8 procent med utländsk bakgrund.